# Tk'emlupsemc
Tk'emlups (Kamloops Indian Band) /kamlups dolazi od Tk'emlups =‘where the rivers meet,’, jedna od bandi Shuswap Indijanaca, porodica Salishan, porijeklom od stare grupe Kamloops ili Stkamlulepsemuka od koje potječu i Skeetchestn (kod Swantona Sketskitcesten ili Stskitcesten), sa Savona ili Deadman's Creeka. Rezervat Kamloops utemeljio je 1862. guverner James Douglas. Danas imaju pet malenih rezervi: Hihium Lake 6, Kamloops 1, Kamloops 2, Kamloops 3, Kamloops 4 i Kamloops 5. -Jedna su od bandi Shuswap Nation Tribal Council-a (SNTC).

## Vanjske poveznice
- Kamloops Indian Band